# 孔炯
孔炯，聚鲨商城董事长，citrussTV董事长，孔子第73世孙，曾任贵州电视台副台长、家有购物集团董事长兼总裁、华人文化产业投资基金董事总经理。

## 人物经历

### 体制传奇
1996年7月，孔炯从东南大学毕业，进入贵州电视台。1998年10月，孔炯成为贵州省信息化专家委员会领导小组成员之一，可以说是当时最年轻的“贵州省信息化专家”。
1998-2004年，孔炯相继担任贵州天马广告公司任副总经理、总经理。贵州天马广告公司是贵州电视台下属广告公司。
2004年，孔炯担任贵州电视台广告部副主任，是当时省级台最年轻的广告部主任。2007年，孔炯获任命为贵州电视台台长助理，同时兼任贵州电视台广告部主任。
2007年，贵州电视台与甘肃电视台跨省合作，成立合资公司——兰州智诚同辉文化传播有限公司，孔炯主导开拓了这项合作。这项合作开创了全国省级电视台跨区合作的先河。
2008年，贵州电视台开办家有购物频道，孔炯担任家有购物集团董事长兼总裁。
2009年，孔炯被提拔为贵州电视台副台长，成为全国最年轻的省级电视台副台长。
2010年，孔炯出版了个人专著——《传媒赢利模式》。这本书建立了传媒产业竞争的模式理论，在总结当今传媒主流商业模式的基础上，提出了“渠道产品模式”,这本书被认为首次揭示了媒体经营成败的关键。

### 辞职下海
2012年，孔炯辞去贵州电视台副台长及其相关一切职务，放弃国家干部身份，担任华人文化产业投资基金董事总经理。

### 个人创业
2013年，孔炯创办环球购物公司并担任董事长至今，并正式启用聚鲨商城新品牌。
2017年，孔炯率领环球购物投资控股迪拜citrussTV，并担任citrussTV董事长。
1. ↑  . www.bj.chinanews.com.   [2017-07-21]. （原始内容存档于2018-01-03）.
2. ↑  . www.sohu.com.   [2017-07-21]. （原始内容存档于2018-01-04）.
3. ↑  环球网. . http://finance.huanqiu.com. 环球网.   [2018-01-03]. （原始内容存档于2018-01-03）. 外部链接存在于|website= (帮助)
4. ↑  . 21世紀人物.   [2017-07-21]. （原始内容存档于2018-01-03）.
5. ↑  . news.china.com.   [2017-07-21]. （原始内容存档于2018-01-03）.
6. 1 2 3 4 5 6  . tv.sohu.com.   [2017-07-21]. （原始内容存档于2018-01-03）.
7. ↑  . www.xiaozongshi.com.   [2017-07-21].[永久]
8. ↑  . games.sina.com.cn.   [2017-07-21]. （原始内容存档于2005-09-08）.
9. ↑  . media.people.com.cn.   [2017-07-21]. （原始内容存档于2006-07-17）.
10. ↑  . finance.ifeng.com.   [2017-07-21].
11. ↑  网易. . money.163.com.   [2017-07-21].[永久]
12. ↑  . www.ce.cn.   [2017-07-21].[]
13. 1 2 3  . www.chinaxwcb.com.   [2017-07-21].[永久]
14. ↑  网易. . ent.163.com.   [2017-07-21].
15. ↑  网易. . news.163.com.   [2017-07-21].[永久]
16. ↑  . www.sohu.com.   [2017-07-21].
17. ↑  .   [2017-07-21]. （原始内容存档于2015-08-11）.
18. ↑  . news.pedaily.cn.   [2017-07-21]. （原始内容存档于2013-11-05）.
19. ↑  chinanews. . www.chinanews.com.   [2017-07-21].
20. ↑  . 人民网. 人民网.   [2018-01-03]. （原始内容存档于2018-01-04）.